# 国防大厦
国防大厦位于中華人民共和國广东省广州市天河区黄埔大道西888号（与石牌东路和马场路的交汇处），有多条公交汽车线路经过此站。大廈於1988年8月动工，1990年10月建成。

## 酒店客房之外的其它机构和娱乐设施
- 中国人民解放军广东陆军预备役高射炮兵师
- 豪廷国际
- 湘约楼
- 伍之星桌球会